# Llista de diputats del Parlament de Catalunya (IX Legislatura)
La llista de diputats del Parlament de Catalunya de la novena legislatura és el conjunt de càrrecs electes que han constituït el Parlament de Catalunya des del 16 de desembre de 2010 fins a priori el 2 d'octubre de 2012. Els electors de les quatre circumscripcions catalanes escolliren els 135 diputats a les eleccions al Parlament de Catalunya del 28 de novembre de 2010. El parlament estava compost per un total de 7 candidatures, de les quals 5 van formar grup propi i les darreres, van conformar el grup mixt.

## Composició del Ple del Parlament
|  | Partit                | Barcelona | Girona | Lleida | Tarragona | Total |
|  | --------------------- | --------- | ------ | ------ | --------- | ----- |
|  | CiU                   | 35        | 9      | 9      | 9         | 62    |
|  | PSC-PSOE              | 18        | 3      | 3      | 4         | 28    |
|  | Partit Popular Català | 12        | 1      | 2      | 3         | 18    |
|  | ICV-EUiA              | 8         | 1      | 0      | 1         | 10    |
|  | ERC                   | 6         | 2      | 1      | 1         | 10    |
|  | SI                    | 3         | 1      | 0      | 0         | 4     |
|  | C's                   | 3         | 0      | 0      | 0         | 3     |
|  | Total                 | 85        | 17     | 15     | 18        | 135   |

De les candidatures admeses a les eleccions, només 7 van rebre representació al Parlament de Catalunya. La candidatura més votada va ser Convergència i Unió amb 62 diputats, seguida a distància pel Partit dels Socialistes de Catalunya amb 28 diputats i el Partit Popular de Catalunya amb 18 diputats. Ja amb menys representació Iniciativa per Catalunya Verds - Esquerra Unida i Alternativa i Esquerra Republicana de Catalunya amb 10 diputats cadascuna. Finalment, Solidaritat Catalana per la Independència, debutant en el parlament, amb 4 diputats; i Ciutadans - Partit de la Ciutadania amb 3 diputats, no va poder formar grup propi, al requerir almenys cinc representats, i hagueren de conformar el grup mixt. CiU s'imposà en les quatre demarcacions, tanmateix, no aconseguí el 68 representants de la majoria absoluta.

## Diputats
El següent llistat recull tots els membres que prengueren l'acta de diputat al llarg de la legislatura. En negreta hi ha ressaltats aquells que finalitzaren la legislatura. José Montilla i Ernest Benach, malgrat ser escollits, van renunciar a l'escó, degut als desfavorables resultats aconseguits pels seus partits. Els seus llocs al Parlament els varen ocupar Judit Carreras, candidata núm. 19 per la circumscripció de Barcelona pel PSC; i Pere Aragonès, candidat núm. 7 per la circumscripció de Barcelona per ERC.

### Mesa
La Mesa és l'òrgan rector col·legiat de la cambra. Les funcions més importants són: ordenar el treball parlamentari, interpretar el Reglament i dirigir els serveis del Parlament. La mesa del parlament està formada per 7 membres: el president/a, 2 vicepresidents i 4 secretaris. El President del Parlament té la representació de la cambra, estableix i manté l'ordre de les discussions i del debat, d'acord amb el Reglament, i vetlla per mantenir l'ordre dins el Parlament. Núria de Gispert d'Unió Democràtica de Catalunya va ser elegida en primera volta Presidenta de la Cambra amb el suport de 77 dels 135 diputats. La resta de la mesa en aquesta legislatura va estar formada per membres de 3 dels 7 grups parlamentaris: CiU, Socialista i PP.
|  | Nom                           | Imatge                        | Grup parlamentari | Circumscripció | Legislatures anteriors           | Inici mandat           | Fi mandat              | Càrrec                   |
|  | ----------------------------- | ----------------------------- | ----------------- | -------------- | -------------------------------- | ---------------------- | ---------------------- | ------------------------ |
|  | Núria de Gispert i Català     | Núria de Gispert i Català     | CiU (UDC)         | Barcelona      | VII, VIII                        | 16 de desembre de 2010 | 2 d'octubre de 2012    | Presidenta del Parlament |
|  | Lluís Maria Corominas i Díaz  | Lluís Maria Corominas i Díaz  | CIU (CDC)         | Barcelona      | VII, VIII                        | 16 de desembre de 2010 | 2 d'octubre de 2012    | Vicepresident primer     |
|  | Higini Clotas i Cierco        | Higini Clotas i Cierco        | Socialista (PSC)  | Barcelona      | I, II, III, IV, V, VI, VII, VIII | 16 de desembre de 2010 | 27 de setembre de 2012 | Vicepresident segon      |
|  | Pere Calbó i Roca             | Pere Calbó i Roca             | PPC               | Barcelona      | VIII                             | 16 de desembre de 2010 | 2 d'octubre de 2012    | Secretari primer         |
|  | Montserrat Tura i Camafreita  | Montserrat Tura i Camafreita  | Socialista (PSC)  | Barcelona      | IV, V, VI, VII, VIII             | 16 de desembre de 2010 | 2 d'octubre de 2012    | Secretaria segona        |
|  | Josep Rull i Andreu           | Josep Rull i Andreu           | CIU (CDC)         | Barcelona      | V, VI, VII, VIII                 | 16 de desembre de 2010 | 2 d'octubre de 2012    | Secretari tercer         |
|  | Maria Dolors Batalla i Nogués | Maria Dolors Batalla i Nogués | CIU (CDC)         | Tarragona      | VIII                             | 16 de desembre de 2010 | 2 d'octubre de 2012    | Secretaria quarta        |

### Resta del Ple
|  | Nom                                 | Imatge                              | Grup parlamentari | Circumscripció | Legislatures anteriors        | Inici mandat           | Fi mandat              | Càrrec                                                                |
|  | ----------------------------------- | ----------------------------------- | ----------------- | -------------- | ----------------------------- | ---------------------- | ---------------------- | --------------------------------------------------------------------- |
|  | Elisabeth Abad i Giralt             | Elisabeth Abad i Giralt             | CIU (CDC)         | Barcelona      |                               | 7 de febrer de 2012    | 2 d'octubre de 2012    |                                                                       |
|  | Alicia Alegret Martí                | Alicia Alegret Martí                | PPC               | Tarragona      |                               | 16 de desembre de 2010 | 2 d'octubre de 2012    |                                                                       |
|  | Marta Alòs i López                  | Marta Alòs i López                  | CIU (CDC)         | Lleida         | VIII                          | 16 de desembre de 2010 | 2 d'octubre de 2012    |                                                                       |
|  | Oriol Amorós i March                | Oriol Amorós i March                | ERC               | Barcelona      | VII, VIII                     | 16 de desembre de 2010 | 2 d'octubre de 2012    |                                                                       |
|  | Pere Aragonès i Garcia              | Pere Aragonès i Garcia              | ERC               | Barcelona      | VIII                          | 16 de desembre de 2010 | 2 d'octubre de 2012    |                                                                       |
|  | Antoni Balasch i Parisi             | Antoni Balasch i Parisi             | CIU (CDC)         | Lleida         |                               | 16 de desembre de 2010 | 2 d'octubre de 2012    |                                                                       |
|  | Ramona Barrufet i Santacana         | Ramona Barrufet i Santacana         | CIU (CDC)         | Lleida         |                               | 16 de desembre de 2010 | 2 d'octubre de 2012    |                                                                       |
|  | Albert Batalla i Siscart            | Albert Batalla i Siscart            | CIU (CDC)         | Lleida         | VII, VIII                     | 16 de desembre de 2010 | 2 d'octubre de 2012    |                                                                       |
|  | Joan Bertomeu i Bertomeu            | Joan Bertomeu i Bertomeu            | PPC               | Tarragona      | VII, VIII                     | 16 de desembre de 2010 | 2 de desembre de 2011  |                                                                       |
|  | Uriel Bertran i Arrué               | Uriel Bertran i Arrué               | Mixt (SI)         | Barcelona      | VII, VIII                     | 16 de desembre de 2010 | 2 d'octubre de 2012    |                                                                       |
|  | Joan Boada i Masoliver              | Joan Boada i Masoliver              | ICV-EUiA (ICV)    | Girona         | V, VI, VII, VIII              | 16 de desembre de 2010 | 2 d'octubre de 2012    |                                                                       |
|  | Laia Bonet Rull                     | Laia Bonet Rull                     | Socialista (PSC)  | Barcelona      | VII, VIII                     | 16 de desembre de 2010 | 2 d'octubre de 2012    |                                                                       |
|  | David Bonvehí i Torras              | David Bonvehí i Torras              | CIU (CDC)         | Barcelona      |                               | 16 de desembre de 2010 | 2 d'octubre de 2012    |                                                                       |
|  | Salvador Bordes i Balcells          | Salvador Bordes i Balcells          | CIU (CDC)         | Lleida         |                               | 29 de juliol de 2011   | 2 d'octubre de 2012    |                                                                       |
|  | Meritxell Borràs i Solé             | Meritxell Borràs i Solé             | CIU (CDC)         | Barcelona      | V, VI, VII, VIII              | 16 de desembre de 2010 | 2 d'octubre de 2012    |                                                                       |
|  | Pere Bosch i Cuenca                 | Pere Bosch i Cuenca                 | ERC               | Girona         | VIII                          | 17 de gener de 2011    | 2 d'octubre de 2012    |                                                                       |
|  | Jaume Bosch i Mestres               |                                     | ICV-EUiA (ICV)    | Barcelona      | VII, VIII                     | 16 de desembre de 2010 | 2 d'octubre de 2012    |                                                                       |
|  | Francesc Bragulat i Bosom           | Francesc Bragulat i Bosom           | CIU (CDC)         | Barcelona      |                               | 16 de desembre de 2010 | 2 d'octubre de 2012    |                                                                       |
|  | Maria Dolors Camats i Luis          |                                     | ICV-EUiA (ICV)    | Barcelona      | VII, VIII                     | 16 de desembre de 2010 | 2 d'octubre de 2012    |                                                                       |
|  | Mireia Canals i Botines             | Mireia Canals i Botines             | CIU (CDC)         | Lleida         |                               | 16 de desembre de 2010 | 2 d'octubre de 2012    |                                                                       |
|  | Jordi Cañas Pérez                   | Jordi Cañas Pérez                   | Mixt (C's)        | Barcelona      |                               | 16 de desembre de 2010 | 2 d'octubre de 2012    |                                                                       |
|  | Carme Capdevila i Palau             | Carme Capdevila i Palau             | ERC               | Girona         | VII, VIII                     | 16 de desembre de 2010 | 2 d'octubre de 2012    |                                                                       |
|  | Montserrat Capdevila i Tatché       | Montserrat Capdevila i Tatché       | Socialista (PSC)  | Barcelona      | VII, VIII                     | 16 de desembre de 2010 | 2 d'octubre de 2012    |                                                                       |
|  | Judit Carreras i Tort               | Judit Carreras i Tort               | Socialista (PSC)  | Barcelona      | VIII                          | 16 de desembre de 2010 | 2 d'octubre de 2012    |                                                                       |
|  | Eudald Casadesús i Barceló          | Eudald Casadesús i Barceló          | CIU (CDC)         | Girona         | IV, V, VI, VII, VIII          | 16 de desembre de 2010 | 12 de gener de 2011    |                                                                       |
|  | Antoni Castellà i Clavé             | Antoni Castellà i Clavé             | CIU (UDC)         | Barcelona      | VI, VII, VIII                 | 16 de desembre de 2010 | 10 de gener de 2011    |                                                                       |
|  | Pedro Chumillas Zurilla             | Pedro Chumillas Zurilla             | PPC               | Barcelona      |                               | 16 de desembre de 2010 | 2 d'octubre de 2012    |                                                                       |
|  | Mercè Civit i Illa                  | Mercè Civit i Illa                  | ICV-EUiA (EUiA)   | Barcelona      | VIII                          | 16 de desembre de 2010 | 2 d'octubre de 2012    |                                                                       |
|  | Josep Lluís Cleries i Gonzàlez      | Josep Lluís Cleries i Gonzàlez      | CIU (CDC)         | Barcelona      | VII, VIII                     | 16 de desembre de 2010 | 5 de gener de 2011     | Conseller de Benestar Social i Família                                |
|  | Jaume Collboni i Cuadrado           | Jaume Collboni i Cuadrado           | Socialista (PSC)  | Barcelona      |                               | 16 de desembre de 2010 | 2 d'octubre de 2012    |                                                                       |
|  | Celestino Corbacho Chaves           | Celestino Corbacho Chaves           | Socialista (PSC)  | Barcelona      | IV, V                         | 16 de desembre de 2010 | 2 d'octubre de 2012    |                                                                       |
|  | Jordi Cornet i Serra                | Jordi Cornet i Serra                | PPC               | Barcelona      |                               | 16 de desembre de 2010 | 17 de gener de 2012    | Secretari primer                                                      |
|  | José Antonio Coto Roquet            | José Antonio Coto Roquet            | PPC               | Barcelona      |                               | 16 de desembre de 2010 | 2 d'octubre de 2012    |                                                                       |
|  | Xavier Crespo i Llobet              | Xavier Crespo i Llobet              | CIU (CDC)         | Girona         | VIII                          | 16 de desembre de 2010 | 2 d'octubre de 2012    |                                                                       |
|  | Jordi Cuminal i Roquet              | Jordi Cuminal i Roquet              | CIU (CDC)         | Barcelona      | VII, VIII                     | 16 de desembre de 2010 | 11 de gener de 2011    |                                                                       |
|  | María de los Llanos de Luna Tobarra | María de los Llanos de Luna Tobarra | PPC               | Barcelona      |                               | 16 de desembre de 2010 | 3 de gener de 2012     |                                                                       |
|  | Sergi de los Ríos i Martínez        | Sergi de los Ríos i Martínez        | ERC               | Tarragona      | VII, VIII                     | 16 de desembre de 2010 | 2 d'octubre de 2012    |                                                                       |
|  | Manuela de Madre Ortega             | Manuela de Madre Ortega             | Socialista (PSC)  | Barcelona      | III, IV, V, VI, VII, VIII     | 16 de desembre de 2010 | 2 d'octubre de 2012    |                                                                       |
|  | Carmen de Rivera i Pla              | Carmen de Rivera i Pla              | Mixt (C's)        | Barcelona      | VIII                          | 16 de desembre de 2010 | 2 d'octubre de 2012    |                                                                       |
|  | Xavier Dilmé i Vert                 | Xavier Dilmé i Vert                 | CIU (UDC)         | Girona         | VIII                          | 16 de desembre de 2010 | 2 d'octubre de 2012    |                                                                       |
|  | Jaume Domingo i Planas              | Jaume Domingo i Planas              | CIU (CDC)         | Tarragona      |                               | 18 de gener de 2011    | 2 d'octubre de 2012    |                                                                       |
|  | Sonia Egea Pérez                    | Sonia Egea Pérez                    | PPC               | Barcelona      |                               | 31 de gener de 2012    | 2 d'octubre de 2012    |                                                                       |
|  | Ramon Espadaler i Parcerisas        | Ramon Espadaler i Parcerisas        | CIU (UDC)         | Barcelona      | IV, V, VI, VII, VIII          | 16 de desembre de 2010 | 2 d'octubre de 2012    |                                                                       |
|  | Sonia Esplugas González             | Sonia Esplugas González             | PPC               | Barcelona      |                               | 17 de gener de 2012    | 2 d'octubre de 2012    |                                                                       |
|  | Ferran Falcó i Isern                | Ferran Falcó i Isern                | CIU (CDC)         | Barcelona      |                               | 19 de juliol de 2011   | 2 d'octubre de 2012    |                                                                       |
|  | Milagros Fernández i López          | Milagros Fernández i López          | CIU (CDC)         | Tarragona      |                               | 16 de desembre de 2010 | 2 d'octubre de 2012    |                                                                       |
|  | Antoni Fernández i Teixidó          | Antoni Fernández i Teixidó          | CIU (CDC)         | Barcelona      | III, VI, VII, VIII            | 16 de desembre de 2010 | 2 d'octubre de 2012    |                                                                       |
|  | Joan Ferran i Serafini              | Joan Ferran i Serafini              | Socialista (PSC)  | Barcelona      | IV, V, VI, VII, VIII          | 16 de desembre de 2010 | 2 d'octubre de 2012    |                                                                       |
|  | Gerard Martí Figueras i Albà        | Gerard Martí Figueras i Albà        | CIU (CDC)         | Barcelona      |                               | 16 de desembre de 2010 | 2 d'octubre de 2012    |                                                                       |
|  | Anna Figueras i Ibañez              | Anna Figueras i Ibañez              | CIU (CDC)         | Barcelona      | VIII                          | 16 de desembre de 2010 | 2 d'octubre de 2012    |                                                                       |
|  | Daniel Font i Cardona               | Daniel Font i Cardona               | Socialista (PSC)  | Barcelona      | III, IV, VIII                 | 16 de desembre de 2010 | 2 d'octubre de 2012    |                                                                       |
|  | Maria Victòria Forns i Fernández    | Maria Victòria Forns i Fernández    | CIU (CDC)         | Tarragona      |                               | 16 de desembre de 2010 | 2 d'octubre de 2012    |                                                                       |
|  | María José García Cuevas            | María José García Cuevas            | PPC               | Barcelona      |                               | 16 de desembre de 2010 | 2 d'octubre de 2012    |                                                                       |
|  | Eva García Rodríguez                | Eva García Rodríguez                | PPC               | Barcelona      | VII, VIII                     | 16 de desembre de 2010 | 2 d'octubre de 2012    |                                                                       |
|  | Marina Geli i Fàbrega               | Marina Geli i Fàbrega               | Socialista (PSC)  | Girona         | V, VI, VII, VIII              | 16 de desembre de 2010 | 2 d'octubre de 2012    |                                                                       |
|  | Dolors Gordi i Julià                | Dolors Gordi i Julià                | CIU (UDC)         | Barcelona      |                               | 16 de desembre de 2010 | 2 d'octubre de 2012    |                                                                       |
|  | Eva Maria Granados Galiano          |                                     | Socialista (PSC)  | Barcelona      |                               | 16 de desembre de 2010 | 2 d'octubre de 2012    |                                                                       |
|  | Hortènsia Grau i Juan               |                                     | ICV-EUiA (ICV)    | Tarragona      |                               | 16 de desembre de 2010 | 2 d'octubre de 2012    |                                                                       |
|  | Joan Güell i Serra                  | Joan Güell i Serra                  | CIU (CDC)         | Tarragona      |                               | 9 de març de 2011      | 2 d'octubre de 2012    |                                                                       |
|  | Lluís Guinó i Subirós               | Lluís Guinó i Subirós               | CIU (CDC)         | Girona         |                               | 16 de desembre de 2010 | 2 d'octubre de 2012    |                                                                       |
|  | Joan Herrera i Torres               |                                     | ICV-EUiA (ICV)    | Barcelona      |                               | 16 de desembre de 2010 | 2 d'octubre de 2012    |                                                                       |
|  | Francesc Homs i Molist              | Francesc Homs i Molist              | CIU (CDC)         | Barcelona      |                               | 16 de desembre de 2010 | 30 de desembre de 2010 | Portaveu del Govern                                                   |
|  | Miquel Iceta i Llorens              | Miquel Iceta i Llorens              | Socialista (PSC)  | Barcelona      | VI, VII, VIII                 | 16 de desembre de 2010 | 2 d'octubre de 2012    |                                                                       |
|  | Cristina Iniesta i Blasco           | Cristina Iniesta i Blasco           | CIU (Independent) | Barcelona      |                               | 16 de desembre de 2010 | 12 de juliol de 2011   |                                                                       |
|  | Maria Mercè Jou i Torras            | Maria Mercè Jou i Torras            | CIU (UDC)         | Barcelona      |                               | 16 de desembre de 2010 | 2 d'octubre de 2012    |                                                                       |
|  | Roberto Edgardo Labandera Ganachipi | Roberto Edgardo Labandera Ganachipi | Socialista (PSC)  | Barcelona      | VI, VII, VIII                 | 16 de desembre de 2010 | 2 d'octubre de 2012    |                                                                       |
|  | Mònica Lafuente de la Torre         | Mònica Lafuente de la Torre         | Socialista (PSC)  | Lleida         |                               | 16 de desembre de 2010 | 2 d'octubre de 2012    |                                                                       |
|  | Assumpció Laïlla i Jou              | Assumpció Laïlla i Jou              | CIU (UDC)         | Barcelona      | VIII                          | 16 de desembre de 2010 | 2 d'octubre de 2012    |                                                                       |
|  | Joan Laporta i Estruch              | Joan Laporta i Estruch              | Mixt (SI)         | Barcelona      |                               | 16 de desembre de 2010 | 2 d'octubre de 2012    |                                                                       |
|  | Joaquim Llena i Cortina             | Joaquim Llena i Cortina             | Socialista (PSC)  | Lleida         | VI, VII, VIII                 | 16 de desembre de 2010 | 2 d'octubre de 2012    |                                                                       |
|  | Josep Llobet Navarro                | Josep Llobet Navarro                | PPC               | Barcelona      | VII, VIII                     | 16 de desembre de 2010 | 29 d'agost de 2011     |                                                                       |
|  | Josep Maria Llop i Rigol            | Josep Maria Llop i Rigol            | CIU (CDC)         | Barcelona      |                               | 17 de gener de 2011    | 2 d'octubre de 2012    |                                                                       |
|  | Marta Llorens i Garcia              | Marta Llorens i Garcia              | CIU (UDC)         | Barcelona      | VII, VIII                     | 16 de desembre de 2010 | 2 d'octubre de 2012    |                                                                       |
|  | Dolors López i Aguilar              | Dolors López i Aguilar              | PPC               | Lleida         |                               | 16 de desembre de 2010 | 2 d'octubre de 2012    |                                                                       |
|  | Agustí Lluís López i Pla            | Agustí Lluís López i Pla            | CIU (CDC)         | Lleida         | VI, VII, VIII                 | 16 de desembre de 2010 | 2 d'octubre de 2012    |                                                                       |
|  | Rafael López Rueda                  | Rafael López Rueda                  | PPC               | Barcelona      | VII, VIII                     | 16 de desembre de 2010 | 2 d'octubre de 2012    |                                                                       |
|  | Alfons López Tena                   | Alfons López Tena                   | Mixt (SI)         | Barcelona      |                               | 16 de desembre de 2010 | 2 d'octubre de 2012    |                                                                       |
|  | Rafael Luna i Vivas                 | Rafael Luna i Vivas                 | PPC               | Tarragona      | V, VI, VII, VIII              | 16 de desembre de 2010 | 2 d'octubre de 2012    |                                                                       |
|  | Benet Maimí i Pou                   | Benet Maimí i Pou                   | CIU (UDC)         | Barcelona      | VIII                          | 17 de gener de 2011    | 2 d'octubre de 2012    |                                                                       |
|  | Ernest Maragall i Mira              | Ernest Maragall i Mira              | Socialista (PSC)  | Barcelona      | VII, VIII                     | 16 de desembre de 2010 | 2 d'octubre de 2012    |                                                                       |
|  | Annabel Marcos i Vilar              | Annabel Marcos i Vilar              | CIU (CDC)         | Tarragona      |                               | 18 de gener de 2011    | 2 d'octubre de 2012    |                                                                       |
|  | Rocío Martínez-Sampere i Rodrigo    | Rocío Martínez-Sampere i Rodrigo    | Socialista (PSC)  | Barcelona      | VIII                          | 16 de desembre de 2010 | 2 d'octubre de 2012    |                                                                       |
|  | Artur Mas i Gavarró                 | Artur Mas i Gavarró                 | CIU (CDC)         | Barcelona      | V, VI, VII, VIII              | 16 de desembre de 2010 | 2 d'octubre de 2012    | President de la Generalitat                                           |
|  | Violant Mascaró i López             | Violant Mascaró i López             | ERC               | Barcelona      |                               | 5 de juliol de 2011    | 2 d'octubre de 2012    |                                                                       |
|  | Laura Massana i Mas                 |                                     | ICV-EUiA (ICV)    | Barcelona      | VIII                          | 16 de desembre de 2010 | 2 d'octubre de 2012    |                                                                       |
|  | Caterina Mieras i Barceló           | Caterina Mieras i Barceló           | Socialista (PSC)  | Barcelona      | VI, VII, VIII                 | 16 de desembre de 2010 | 2 d'octubre de 2012    |                                                                       |
|  | Salvador Milà i Solsona             |                                     | ICV-EUiA (ICV)    | Barcelona      | VIII                          | 16 de desembre de 2010 | 2 d'octubre de 2012    |                                                                       |
|  | Juan Bautista Milián Querol         | Juan Bautista Milián Querol         | PPC               | Barcelona      |                               | 13 de setembre de 2011 | 2 d'octubre de 2012    |                                                                       |
|  | Josep Enric Millo i Rocher          | Josep Enric Millo i Rocher          | PPC               | Girona         | V, VI, VIII                   | 16 de desembre de 2010 | 2 d'octubre de 2012    |                                                                       |
|  | Jordi Miralles i Conte              | Jordi Miralles i Conte              | ICV-EUiA (EUiA)   | Barcelona      | VII, VIII                     | 16 de desembre de 2010 | 2 d'octubre de 2012    |                                                                       |
|  | Anna Miranda i Torres               | Anna Miranda i Torres               | CIU (UDC)         | Lleida         | VII, VIII                     | 16 de desembre de 2010 | 2 d'octubre de 2012    |                                                                       |
|  | Carmel Mòdol i Bresolí              | Carmel Mòdol i Bresolí              | ERC               | Lleida         | VII, VIII                     | 16 de desembre de 2010 | 2 d'octubre de 2012    |                                                                       |
|  | Begonya Montalban i Vilas           | Begonya Montalban i Vilas           | CIU (CDC)         | Girona         |                               | 16 de desembre de 2010 | 2 d'octubre de 2012    |                                                                       |
|  | Roger Montañola i Busquets          | Roger Montañola i Busquets          | CIU (UDC)         | Barcelona      |                               | 16 de desembre de 2010 | 2 d'octubre de 2012    |                                                                       |
|  | Dolors Montserrat i Culleré         | Dolors Montserrat i Culleré         | PPC               | Barcelona      | III, IV, V, VI, VII, VIII     | 16 de desembre de 2010 | 2 d'octubre de 2012    |                                                                       |
|  | Joan Morell i Comas                 | Joan Morell i Comas                 | CIU (CDC)         | Barcelona      | VIII                          | 16 de desembre de 2010 | 2 d'octubre de 2012    |                                                                       |
|  | Neus Munté i Fernández              | Neus Munté i Fernández              | CIU (CDC)         | Barcelona      | VI                            | 16 de desembre de 2010 | 2 d'octubre de 2012    |                                                                       |
|  | Joaquim Nadal i Farreras            | Joaquim Nadal i Farreras            | Socialista (PSC)  | Girona         | II, III, IV, V, VI, VII, VIII | 16 de desembre de 2010 | 2 d'octubre de 2012    | Cap de l'oposició                                                     |
|  | Joana Ortega i Alemany              | Joana Ortega i Alemany              | CIU (UDC)         | Barcelona      | VIII                          | 16 de desembre de 2010 | 2 d'octubre de 2012    | Vicepresidenta Consellera de Governació i Relacions Institucionals    |
|  | Laia Ortiz i Castellví              | Laia Ortiz i Castellví              | ICV-EUiA (ICV)    | Barcelona      | VIII                          | 16 de desembre de 2010 | 2 de desembre de 2011  |                                                                       |
|  | Francesc Xavier Pallarès i Povill   | Francesc Xavier Pallarès i Povill   | CIU (CDC)         | Tarragona      | VIII                          | 16 de desembre de 2010 | 12 de gener de 2011    |                                                                       |
|  | Agnès Pardell i Veà                 | Agnès Pardell i Veà                 | Socialista (PSC)  | Lleida         | VIII                          | 16 de desembre de 2010 | 2 d'octubre de 2012    |                                                                       |
|  | Josep Maria Pelegrí i Aixut         | Josep Maria Pelegrí i Aixut         | CIU (UDC)         | Lleida         | VII, VIII                     | 16 de desembre de 2010 | 2 d'octubre de 2012    | Conseller d'Agricultura, Ramaderia, Pesca, Alimentació i Medi Natural |
|  | Carles Pellicer i Punyed            | Carles Pellicer i Punyed            | CIU (CDC)         | Tarragona      | VI, VII, VIII                 | 16 de desembre de 2010 | 2 d'octubre de 2012    |                                                                       |
|  | Josep Poblet i Tous                 | Josep Poblet i Tous                 | CIU (CDC)         | Tarragona      | VIII                          | 16 de desembre de 2010 | 1 de març de 2011      |                                                                       |
|  | Àngels Ponsa i Roca                 | Àngels Ponsa i Roca                 | CIU (CDC)         | Barcelona      |                               | 17 de gener de 2011    | 2 d'octubre de 2012    |                                                                       |
|  | Consol Prados i Martínez            | Consol Prados i Martínez            | Socialista (PSC)  | Barcelona      | VII, VIII                     | 16 de desembre de 2010 | 2 d'octubre de 2012    |                                                                       |
|  | Felip Puig i Godes                  | Felip Puig i Godes                  | CIU (CDC)         | Barcelona      | VII, VIII                     | 16 de desembre de 2010 | 2 d'octubre de 2012    | Conseller d'Interior                                                  |
|  | Joan Puigcercós i Boixassa          | Joan Puigcercós i Boixassa          | ERC               | Barcelona      | IV, V, VI, VIII               | 16 de desembre de 2010 | 2 d'octubre de 2012    |                                                                       |
|  | Carles Puigdemont i Casamajó        | Carles Puigdemont i Casamajó        | CIU (CDC)         | Girona         | VIII                          | 16 de desembre de 2010 | 2 d'octubre de 2012    |                                                                       |
|  | Esteve Pujol i Badà                 | Esteve Pujol i Badà                 | Socialista (PSC)  | Girona         | VII, VIII                     | 16 de desembre de 2010 | 2 d'octubre de 2012    |                                                                       |
|  | Oriol Pujol i Ferrusola             | Oriol Pujol i Ferrusola             | CIU (CDC)         | Barcelona      | VII, VIII                     | 16 de desembre de 2010 | 2 d'octubre de 2012    |                                                                       |
|  | Joan Recasens i Guinot              | Joan Recasens i Guinot              | CIU (UDC)         | Barcelona      | VIII                          | 16 de desembre de 2010 | 2 d'octubre de 2012    |                                                                       |
|  | Lluís Miquel Recoder i Miralles     | Lluís Miquel Recoder i Miralles     | CIU (CDC)         | Barcelona      | VI, VII                       | 16 de desembre de 2010 | 2 d'octubre de 2012    | Conseller de Territori i sostenibilitat                               |
|  | Pere Regull i Riba                  | Pere Regull i Riba                  | CIU (CDC)         | Barcelona      |                               | 16 de desembre de 2010 | 2 d'octubre de 2012    |                                                                       |
|  | Maria Glòria Renom i Vallbona       | Maria Glòria Renom i Vallbona       | CIU (CDC)         | Barcelona      | VII, VIII                     | 16 de desembre de 2010 | 2 d'octubre de 2012    |                                                                       |
|  | Joan Reñé i Huguet                  | Joan Reñé i Huguet                  | CIU (CDC)         | Lleida         |                               | 16 de desembre de 2010 | 22 de juliol de 2011   |                                                                       |
|  | Elena Ribera i Garijo               | Elena Ribera i Garijo               | CIU (UDC)         | Girona         | VII, VIII                     | 16 de desembre de 2010 | 2 d'octubre de 2012    |                                                                       |
|  | Montserrat Ribera i Puig            | Montserrat Ribera i Puig            | CIU (CDC)         | Barcelona      | VIII                          | 16 de desembre de 2010 | 2 d'octubre de 2012    |                                                                       |
|  | Irene Rigau i Oliver                | Irene Rigau i Oliver                | CIU (CDC)         | Barcelona      | VII, VIII                     | 16 de desembre de 2010 | 4 de febrer de 2011    | Consellera d'Ensenyament                                              |
|  | Albert Rivera Díaz                  | Albert Rivera Díaz                  | Mixt (C's)        | Barcelona      | VIII                          | 16 de desembre de 2010 | 2 d'octubre de 2012    |                                                                       |
|  | Jordi Roca Mas                      | Jordi Roca Mas                      | PPC               | Tarragona      |                               | 20 de desembre de 2011 | 2 d'octubre de 2012    |                                                                       |
|  | Santiago Rodríguez Serra            | Santiago Rodríguez Serra            | PPC               | Barcelona      | VII, VIII                     | 16 de desembre de 2010 | 2 d'octubre de 2012    |                                                                       |
|  | Meritxell Roigé i Pedrola           | Meritxell Roigé i Pedrola           | CIU (CDC)         | Tarragona      |                               | 16 de desembre de 2010 | 2 d'octubre de 2012    |                                                                       |
|  | Montserrat Roura i Massaneda        | Montserrat Roura i Massaneda        | CIU (CDC)         | Girona         |                               | 17 de gener de 2011    | 2 d'octubre de 2012    |                                                                       |
|  | Dolors Rovirola i Coromí            | Dolors Rovirola i Coromí            | CIU (CDC)         | Girona         | VIII                          | 16 de desembre de 2010 | 2 d'octubre de 2012    |                                                                       |
|  | Josep Maria Sabaté i Guasch         | Josep Maria Sabaté i Guasch         | Socialista (PSC)  | Tarragona      |                               | 16 de desembre de 2010 | 2 d'octubre de 2012    |                                                                       |
|  | Xavier Sabaté i Ibarz               | Xavier Sabaté i Ibarz               | Socialista (PSC)  | Tarragona      | VIII                          | 16 de desembre de 2010 | 2 d'octubre de 2012    | Cap de l'oposició                                                     |
|  | Carles Sala i Roca                  | Carles Sala i Roca                  | CIU (UDC)         | Tarragona      | VIII                          | 16 de desembre de 2010 | 13 de gener de 2011    |                                                                       |
|  | Alicia Sánchez-Camacho Pérez        | Alicia Sánchez-Camacho Pérez        | PPC               | Barcelona      | VI, VII                       | 16 de desembre de 2010 | 2 d'octubre de 2012    | Senadora                                                              |
|  | Francesc Sancho i Serena            | Francesc Sancho i Serena            | CIU (CDC)         | Tarragona      | VII, VIII                     | 16 de desembre de 2010 | 11 de gener de 2011    |                                                                       |
|  | Marc Sanglas i Alcantarilla         | Marc Sanglas i Alcantarilla         | ERC               | Barcelona      |                               | 16 de desembre de 2010 | 2 d'octubre de 2012    |                                                                       |
|  | Joan Maria Sardà i Padrell          | Joan Maria Sardà i Padrell          | CIU (CDC)         | Tarragona      |                               | 18 de novembre de 2011 | 2 d'octubre de 2012    |                                                                       |
|  | Núria Segú i Ferré                  | Núria Segú i Ferré                  | Socialista (PSC)  | Tarragona      | VI, VII, VIII                 | 16 de desembre de 2010 | 2 d'octubre de 2012    |                                                                       |
|  | Maria Senserrich i Guitart          | Maria Senserrich i Guitart          | CIU (CDC)         | Barcelona      |                               | 16 de desembre de 2010 | 2 d'octubre de 2012    |                                                                       |
|  | Josep Sicart i Enguix               | Josep Sicart i Enguix               | CIU (CDC)         | Barcelona      |                               | 17 de gener de 2011    | 2 d'octubre de 2012    |                                                                       |
|  | Anna Simó i Castelló                | Anna Simó i Castelló                | ERC               | Barcelona      | VIII                          | 16 de desembre de 2010 | 2 d'octubre de 2012    |                                                                       |
|  | Antoni Strubell i Trueta            | Antoni Strubell i Trueta            | Mixt (SI)         | Girona         |                               | 16 de desembre de 2010 | 2 d'octubre de 2012    |                                                                       |
|  | Jordi Terrades i Santacreu          | Jordi Terrades i Santacreu          | Socialista (PSC)  | Barcelona      | VI, VII, VIII                 | 16 de desembre de 2010 | 2 d'octubre de 2012    |                                                                       |
|  | Jordi Turull i Negre                | Jordi Turull i Negre                | CIU (CDC)         | Barcelona      | VI, VIII                      | 16 de desembre de 2010 | 2 d'octubre de 2012    |                                                                       |
|  | Josep Vendrell Gardeñes             |                                     | ICV-EUiA (ICV)    | Barcelona      |                               | 13 de desembre de 2011 | 2 d'octubre de 2012    |                                                                       |
|  | Núria Ventura i Brusca              | Núria Ventura i Brusca              | Socialista (PSC)  | Tarragona      | VIII                          | 16 de desembre de 2010 | 2 d'octubre de 2012    |                                                                       |
|  | Pere Vigo i Sallent                 | Pere Vigo i Sallent                 | ERC               | Girona         | VI, VII, VIII                 | 16 de desembre de 2010 | 13 de gener de 2011    |                                                                       |
|  | Santi Vila i Vicente                | Santi Vila i Vicente                | CIU (CDC)         | Girona         | VIII                          | 16 de desembre de 2010 | 2 d'octubre de 2012    |                                                                       |
|  | Josep Maria Vila d'Abadal i Serra   | Josep Maria Vila d'Abadal i Serra   | CIU (UDC)         | Barcelona      |                               | 16 de desembre de 2010 | 2 d'octubre de 2012    |                                                                       |
|  | Laura Vilagrà i Pons                | Laura Vilagrà i Pons                | ERC               | Barcelona      | VIII                          | 16 de desembre de 2010 | 28 de juny de 2011     |                                                                       |
|  | Marisa Xandri Pujol                 | Marisa Xandri Pujol                 | PPC               | Lleida         |                               | 16 de desembre de 2010 | 2 d'octubre de 2012    |                                                                       |

### Substitucions
|  | Dip. renuncia                       | G. parl.          | Baixa      | Motiu | Dip. successor               | G. parl.       | Alta       |
|  | ----------------------------------- | ----------------- | ---------- | --- | ---------------------------- | -------------- | ---------- |
|  | Francesc Homs i Molist              | CiU (CDC)         | 30/12/2010 | Renuncia a la condició de diputat, després de ser nomenat Secretari general de la Presidència i Portaveu del govern.     | Josep Sicart i Enguix        | CiU (CDC)      | 17/01/2011 |
|  | Josep Lluís Cleries i Gonzàlez      | CiU (CDC)         | 05/01/2011 | Renuncia a la condició de diputat, després de ser nomenat Conseller de Benestar Social i Família.                        | Benet Maimí i Pou            | CiU (UDC)      | 17/01/2011 |
|  | Antoni Castellà i Clavé             | CiU (UDC)         | 10/01/2011 | Renuncia a la condició de diputat, després de ser nomenat Secretari d'Universitats i Investigació.                       | Josep Maria Llop i Rigol     | CiU (CDC)      | 17/01/2011 |
|  | Jordi Cuminal i Roquet              | CiU (CDC)         | 11/01/2011 | Renuncia a la condició de diputat, després de ser nomenat Director general de Comunicació.                               | Àngels Ponsa i Roca          | CiU (CDC)      | 17/01/2011 |
|  | Francesc Sancho i Serena            | CiU (CDC)         | 11/01/2011 | Renuncia a la condició de diputat, després de ser nomenat Secretari d'Estratègia i Coordinació del Departament de Salut. | Joan Maria Sardà i Padrell   | CiU (CDC)      | 18/01/2011 |
|  | Eudald Casadesús i Barceló          | CiU (CDC)         | 12/01/2011 | Renuncia a la condició de diputat, després de ser nomenat Delegat de la Generalitat a Girona.                            | Montserrat Roura i Massaneda | CiU (CDC)      | 17/01/2011 |
|  | Francesc Xavier Pallarès i Povill   | CiU (CDC)         | 12/01/2011 | Renuncia a la condició de diputat, després de ser nomenat Delegat de la Generalitat a les Terres de l'Ebre.              | Annabel Marcos i Vilar       | CiU (CDC)      | 18/01/2011 |
|  | Carles Sala i Roca                  | CiU (UDC)         | 13/01/2011 | Renuncia a la condició de diputat, després de ser nomenat Secretari d'habitatge i millora urbana.                        | Jaume Domingo i Planas       | CiU (CDC)      | 18/01/2011 |
|  | Pere Vigo i Sallent                 | ERC               | 20/02/2013 | Renuncia a la condició de diputat, per motius de salut.                                                                  | Pere Bosch i Cuenca          | ERC            | 17/01/2011 |
|  | Irene Rigau i Oliver                | CiU (CDC)         | 04/02/2011 | Renuncia a la condició de diputada, per centrar-se en la feina de Consellera.                                            | Elisabeth Abad i Giralt      | CiU (CDC)      | 07/02/2011 |
|  | Josep Poblet i Tous                 | CiU (CDC)         | 01/03/2011 | Renuncia a la condició de diputat, per motius de partit.                                                                 | Joan Güell i Serra           | CiU (CDC)      | 09/03/2011 |
|  | Laura Vilagrà i Pons                | ERC               | 28/06/2013 | Renuncia a la condició de diputat, per motius personals.                                                                 | Violant Mascaró i López      | ERC            | 05/07/2011 |
|  | Cristina Iniesta i Blasco           | CiU (Independent) | 12/07/2011 | Renuncia a la condició de diputada, per incorporar-se a l'Ajuntament de Barcelona.                                       | Ferran Falcó i Isern         | CiU (CDC)      | 19/07/2011 |
|  | Joan Reñé i Huguet                  | CiU (CDC)         | 22/07/2011 | Renuncia a la condició de diputat, per motius personals.                                                                 | Salvador Bordes i Balcells   | CiU (CDC)      | 29/07/2011 |
|  | Josep Llobet Navarro                | PPC               | 29/08/2011 | Renuncia a la condició de diputat, per motius personals.                                                                 | Juan Bautista Milián Querol  | PPC            | 13/09/2011 |
|  | Laia Ortiz i Castellví              | ICV-EUiA (ICV)    | 02/12/2011 | Renuncia a la condició de diputada, després de ser escollida Diputada al Congrés.                                        | Josep Vendrell Gardeñes      | ICV-EUiA (ICV) | 13/12/2011 |
|  | Joan Bertomeu i Bertomeu            | PPC               | 02/12/2011 | Renuncia a la condició de diputat, després de ser escollit Diputat al Congrés.                                           | Jordi Roca Mas               | PPC            | 20/12/2011 |
|  | María de los Llanos de Luna Tobarra | PPC               | 03/01/2012 | Renuncia a la condició de diputada, després de ser nomenada Delegada a Catalunya.                                        | Sonia Esplugas González      | PPC            | 17/01/2012 |
|  | Jordi Cornet i Serra                | PPC               | 17/01/2012 | Renuncia a la condició de diputada, després de ser nomenat Delegat al consorci de la Zona Franca.                        | Sonia Egea Pérez             | PPC            | 31/01/2012 |